# 坎不隆
坎不隆，又译肯布伦，是吉尔吉斯斯坦楚河州伊塞克阿塔区下辖的一个村，在2009年人口为2927人。该村始建于1921年。该村是吉尔吉斯斯坦六大东干族中心之一（其余是米粮川、哨葫芦、红旗、红色米粮滩、卡拉松香）。